# Cyanagapanthia
Cyanagapanthia är ett släkte av skalbaggar. Cyanagapanthia ingår i familjen långhorningar.
Kladogram enligt Catalogue of Life:
| Cyanagapanthia | \| \| Cyanagapanthia aurecens \| \| \| \| \| \| Cyanagapanthia bicolor \| \| \| \| |
|                | \| \| Cyanagapanthia aurecens \| \| \| \| \| \| Cyanagapanthia bicolor \| \| \| \| |
|                | Cyanagapanthia aurecens                                                            |
|                |                                                                                    |
|                | Cyanagapanthia bicolor                                                             |
|                |                                                                                    |